# NGC 4752
إن جي سي 4752 (بالألمانية: NGC 4752) التي يرمز لها بالرمز NGC 4752، هي مجرة، في كوكبة الهلبة.

## الاكتشاف
اكتشفت في 12 أبريل 1784، بواسطة ويليام هيرشل.